# Mohammad Aghajanpour
Mohammad Aghajanpour (tiếng Ba Tư: محمد آقاجان پور متی کلائی, sinh ngày 20 tháng 4 năm 1997) là một hậu vệ bóng đá người Iran hiện tại thi đấu cho câu lạc bộ Iran Paykan ở Persian Gulf Pro League.